# 威斯康辛號戰艦 (BB-9)
威斯康星號戰艦（舷號BB-9）是一艘隸屬於美國海軍的戰艦，為伊利諾級戰艦的三號艦。她是美軍第二艘以威斯康星州為名的軍艦。
威斯康星號在1897年於三藩市聯合鋼鐵造船廠（Union Iron Works）開始建造，並在1898年下水，最終在1901年服役。稍後威斯康星號參與美國大白艦隊（Great White Fleet）的環球航行。美國參與第一次世界大戰後，威斯康星號主要在外海訓練，並在1920年退役。1922年威斯康星號出售拆解。